# Rue Grétry (Paris)
Pour les articles homonymes, voir Rue Grétry.
La rue Grétry est une voie du 2e arrondissement de Paris, en France.

## Situation et accès
La rue Grétry est une voie publique située dans le 2e arrondissement de Paris. Elle débute au 1, rue Favart et se termine au 18, rue de Gramont.

## Origine du nom

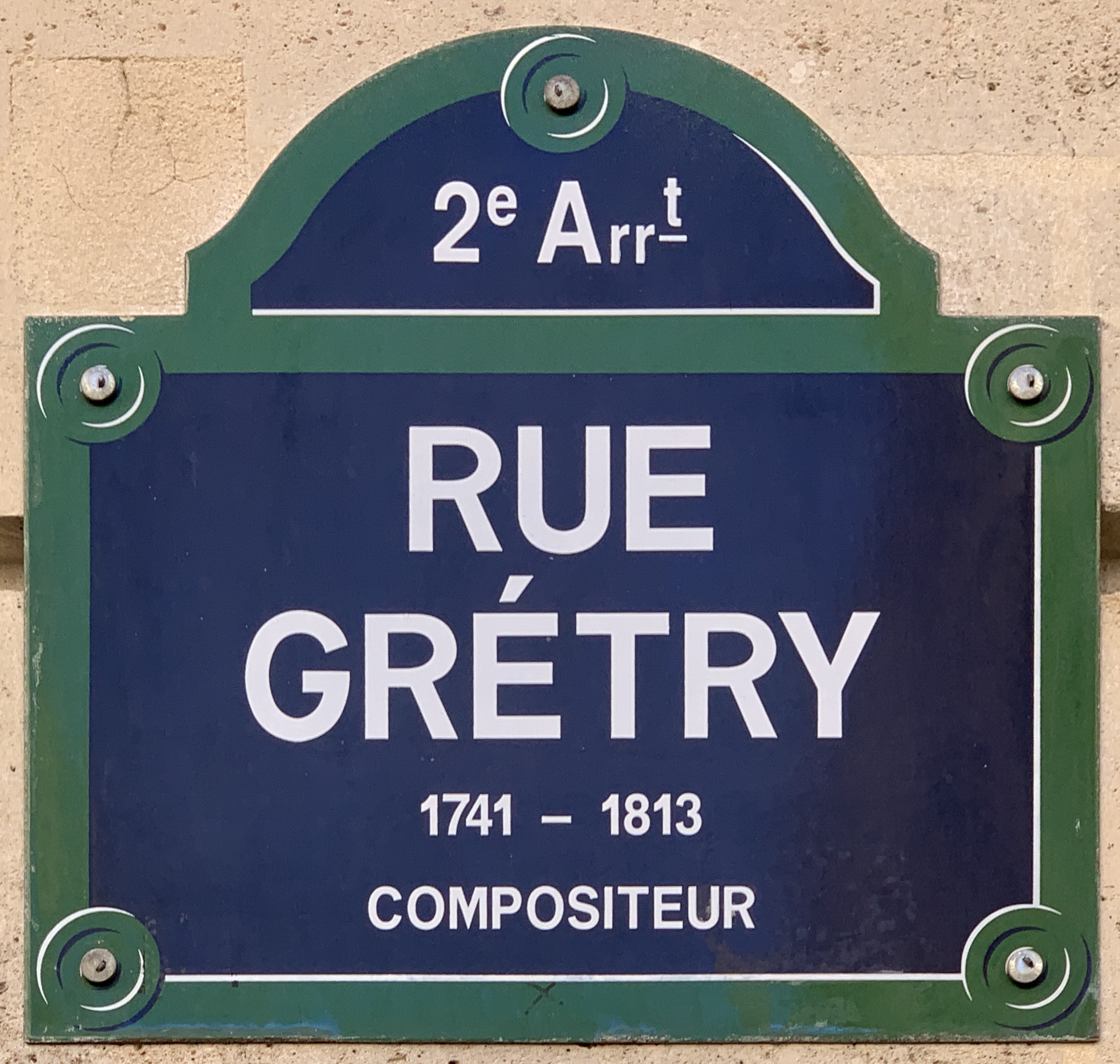
Plaque de la rue.

Elle porte le nom du compositeur franco-liégeois André Grétry (1741-1813).

## Historique
C'est une des rues percées vers l'an 1784, par lettres-patentes à la date du 18 février 1780. Celles-ci indiquent qu'elle sera ouverte aux frais de Étienne-François duc de Choiseul-Amboise et de son épouse, sur le terrain de leur hôtel et jardin.

## Bâtiments remarquables et lieux de mémoire
- No  3. Demeure où a habité le peintre et sourd muet Frédéric Peyson de 1826 à 1877[3].

## Pour approfondir